# Рубан Макар Васильович
Мака́р Васи́льович Ру́бан (1882 , Дебальцеве, Бахмутський повіт, Катеринославська губернія, Російська імперія  — невідомо ) — український радянський діяч, залізничник. Депутат Верховної Ради УРСР 1-го скликання (1938–1947).

## Біографія
Народився 1882 року в родині залізничника на станції Дебальцеве, тепер Донецька область, Україна. Трудову діяльність розпочав учнем слюсаря та слюсарем паровозного депо.
З 1906 року — машиніст паровозного депо Слов'янськ Донецької залізниці. Під час Громадянської війни в 1918 році був машиністом бронепоїзда РСЧА.
Ударник паровозного депо Слов'янськ, вчитель-наставник відомого залізничника Петра Кривоноса. У 1934 році зайняв перше місце у всесоюзному змаганні паровозних бригад і отримав звання кращого паровозного машиніста СРСР.
26 червня 1938 року обраний депутатом Верховної Ради УРСР 1-го скликання по Костянтинівсько-Дружківській виборчій окрузі № 264 Сталінської області.
Станом на 1945 рік проживав у Слов'янську Сталінської області, не працював (інвалід 2-ї групи).

## Нагороди
- орден Трудового Червоного Прапора (4.04.1936)
- знак «Почесному залізничнику» (1936)
- знак «Ударнику сталінського призову» (1934)